# Taça Cidade de São Luís 2008
In 2008 werd de zevende editie van de Taça Cicade de São Luís gespeeld voor voetbalclubs uit Braziliaanse staat Maranhão. De competitie werd gespeeld van 10 februari tot 28 april en werd georganiseerd door de FMF. Bacabal werd de winnaar.
Voor het eerst was de competitie niet gewoon een aanloop naar het Campeonato Maranhense, maar hing er ook een prijs aan vast. De eerste twee mochten deelnemen aan de nationale Série C later dat jaar.

## Eerste fase

### Groep A
| Plaats | Club           | Wed. | W | G | V | Saldo | Ptn. |
| ------ | -------------- | ---- | - | - | - | ----- | ---- |
| 1.     | São José       | 6    | 4 | 1 | 1 | 9:7   | 13   |
| 2.     | Sampaio Corrêa | 6    | 3 | 0 | 3 | 12:9  | 9    |
| 3.     | Moto Club      | 6    | 3 | 0 | 3 | 9:7   | 9    |
| 4.     | Maranhão       | 6    | 1 | 1 | 4 | 5:12  | 4    |

|  | Geplaatst voor tweede fase |

### Groep B
| Plaats | Club           | Wed. | W | G | V | Saldo | Ptn. |
| ------ | -------------- | ---- | - | - | - | ----- | ---- |
| 1.     | Bacabal        | 6    | 3 | 2 | 1 | 9:3   | 11   |
| 2.     | Imperatriz     | 6    | 2 | 3 | 1 | 9:7   | 9    |
| 3.     | Chapadinha     | 6    | 1 | 2 | 3 | 4:11  | 5    |
| 4.     | Santa Quitéria | 6    | 0 | 5 | 1 | 4:5   | 5    |

|  | Geplaatst voor tweede fase |

## Tweede fase
| Plaats | Club           | Wed. | W | G | V | Saldo | Ptn. |
| ------ | -------------- | ---- | - | - | - | ----- | ---- |
| 1.     | Bacabal        | 6    | 3 | 1 | 2 | 11:8  | 10   |
| 2.     | Sampaio Corrêa | 6    | 3 | 1 | 2 | 8:6   | 10   |
| 3.     | São José       | 6    | 2 | 1 | 3 | 9:10  | 7    |
| 4.     | Imperatriz     | 6    | 1 | 3 | 2 | 4:8   | 6    |

|  | Kampioen, geplaatst voor de Série C 2008 |
|  | Geplaatst voor de Série C 2008           |

## Kampioen
| Taça Cicade de São Luís 2008 |
| Bacabal                      |
| ---------------------------- |
| BACABAL Kampioen (2° titel)  |